# Johann Wächter (Theologe)

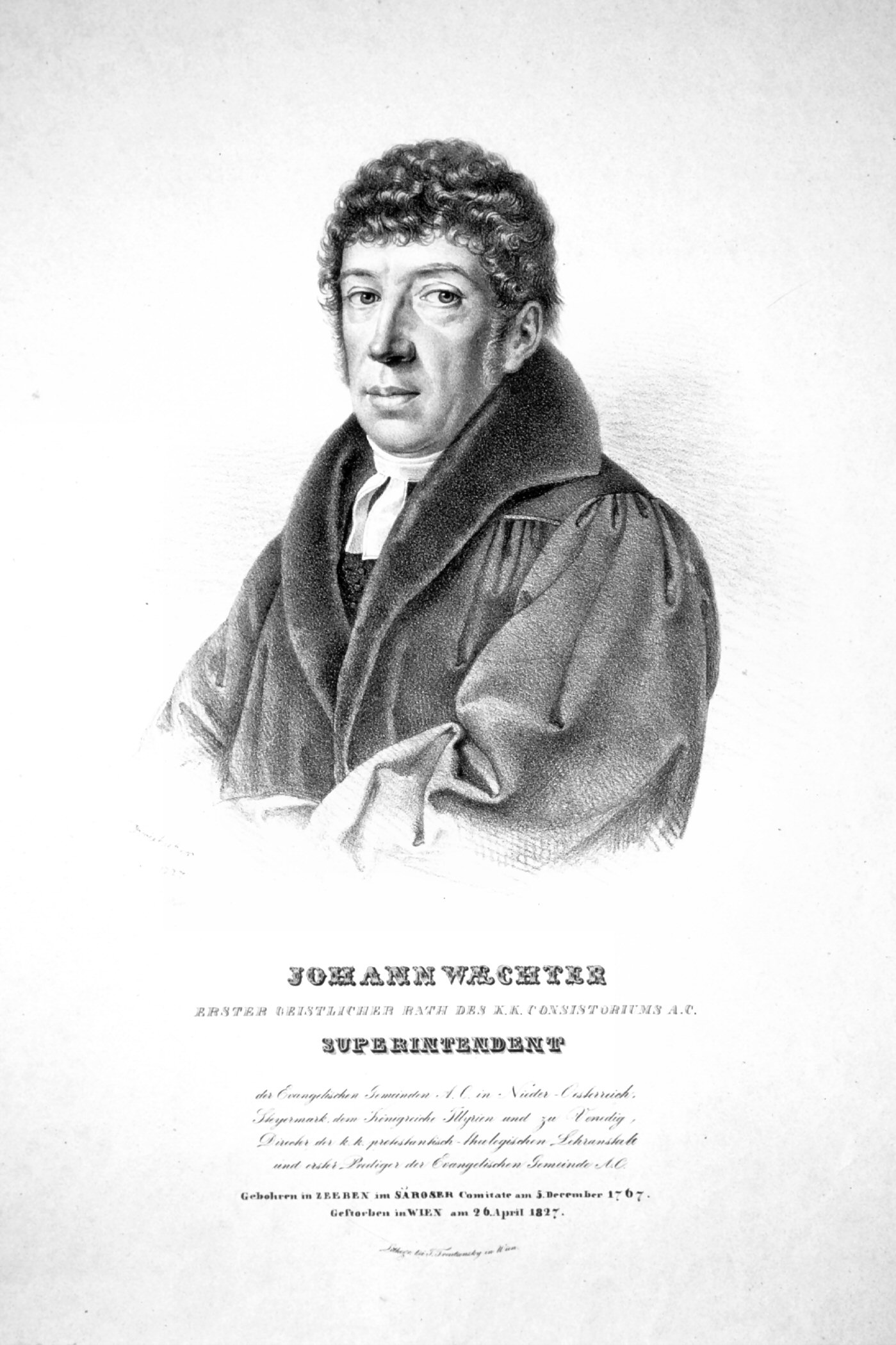
Johann Wächter. Lithografie von Josef Kriehuber (1827)

Johann Wächter (* 5. Dezember 1767 in Zeben, Komitat Sáros, Königreich Ungarn; † 26. April 1827 in Wien, Kaisertum Österreich) war ein österreichischer evangelisch-lutherischer Theologe. Er war Superintendent der Evangelischen Superintendentur A. B. Wien und der erste Direktor der Evangelisch-theologischen Lehranstalt in Wien.

## Leben
Johann Wächter, dessen Vater evangelischer Pfarrer in Zeben war, besuchte das Gymnasium in Ödenburg, wo er vom Historiker Martin von Schwartner (1759–1823) unterrichtet wurde. 1778 wechselte er auf das Gymnasium in Eperies und 1780 auf das Lyzeum in Kesmark. Dort unterrichtete ihn sein gleichnamiger Onkel Johann Wächter nach den Methoden des britischen Pädagogen Joseph Lancaster in Theologie, Philosophie und Philologie. Als Wächters Vater 1784 starb, nahm der Onkel die Stelle des Vaters ein. 
Nach seiner Schulzeit war Johann Wächter zunächst als Hauslehrer bei verschiedenen ungarischen Adelsfamilien in seiner Heimatstadt Zeben tätig. Anschließend studierte er von 1792 bis 1794 evangelische Theologie an der Universität Jena. Nach einer kurzen Rückkehr nach Zeben ging Johann Wächter nach Wien, um dort der Tochter des Freiherrn von Calisius Religionsunterricht zu geben. Hier wurde Johann Georg Fock, der lutherische Superintendent von Wien, auf ihn aufmerksam und Wächter wurde am 1. Juli 1794 Vikar und Katechet in der Lutherischen Stadtkirche in Wien. 1796 wurde er zum dritten und 1797 zum zweiten Prediger der Pfarrgemeinde ernannt. Im selben Jahr wurde er geistlicher Rat des k.k. Konsistoriums A. B. 
Im Jahr 1806 wurde er zum ersten Prediger gewählt und als Nachfolger von Johann Samuel Kaltenstein († 1805) zum Superintendenten der Wiener Superintendentur A. B. bestimmt, die damals auch Nieder- und Innerösterreich umfasste. Kaiser Franz I. gründete 1818/19 die Evangelisch-theologische Lehranstalt, die spätere Evangelisch-theologische Fakultät der Universität Wien, und Johann Wächter wurde deren erster Direktor. Sowohl als Wiener Superintendent als auch als Direktor der Evangelisch-theologischen Lehranstalt war er bis zu seinem Tod tätig.
Das Grab von Johann Wächter befindet sich am Evangelischen Friedhof Matzleinsdorf in Wien.

## Werke
- Wie sollen Christen den Anblick der gewaltsamen Veränderungen in den Schicksalen der Völker um uns her benutzen? Wien 1799
- Allgemeine praktische Bibliothek für Prediger und Schulmänner. Zwei Bände. Wien 1802 und 1804 – herausgegeben gemeinsam mit Karl Cleynmann
- Von dem Antheil, den christliche Bürger an dem Wohl ihres Vaterlandes nehmen sollen. Eine Predigt zur Feyer der höchst erfreulichen Rükkunft Sr. K. auch K.K. Majestät Franz II. in die hiesige Haupt- und Residenzstadt, gehalten am 2. Sonntage nach dem Feste der Erscheinung in dem Bethause der hiesigen Evangelischen Gemeinde. Wien 1806
- Rede, zum Andenken weiland Ihrer Majestät der höchstseligen Kaiserin, Königin, Maria Theresia. Gehalten am 26. April 1807 in dem Bethause der Evangelischen Gemeinde A.C. in Wien. Wien 1807
- Rede am Sarge der am 24. Oktober 1808 verstorbenen k.k. Hofschauspielerin Betty Roose, gebornen Koch. Wien 1808
- Christliches Gesangbuch zum Gebrauche beim öffentlichen Gottesdienste der evangelischen Gemeinden in den k. k. deutschen und galizischen Erblanden. Wien 1810 – herausgegeben gemeinsam mit Jakob Glatz und Gerhard Anton Neuhofer
- Ehrfurchtsvolle Blicke auf die erhabene Bestimmung unsers Monarchen. Eine Predigt, zur Feyer der glorreichen Rückkehr Seiner Majestät des Kaisers, Franz I. in Allerhöchst Ihre Haupt- und Residenzstadt und des wiederhergestellten Friedens, am 19ten Juny 1814 in dem Bethhause der Evangelischen Gemeinde A. C. in Wien. Wien 1814
- Christliches Gebetbuch. Wien 1816
- Über den Einfluss, welche grosse Weltgegebenheiten auf die Angelegenheiten einzelner Menschen äussern. Eine Predigt. Wien 1812
- Rede bei Gelegenheit der Einsegnung der 50jährigen Ehe des Hofkanzlisten A. H. Frank und dessen Frau Chr. Charlotte geborene Holzapfel. Wien 1812
- Predigt bey Gelegenheit der Feyer des dritten Jubelfestes der Reformation am 2. November 1817 in dem Bethause der evangelischen Gemeinde A. C. Wien 1817
- Worte am Sarge weiland Friedrich Wilhelm Ludwig Freyherrn von Krusemarck. Wien 1822
- Predigten auf alle Sonntage des Kirchenjahres. Wien 1828 – posthum